# Sandersville Railroad

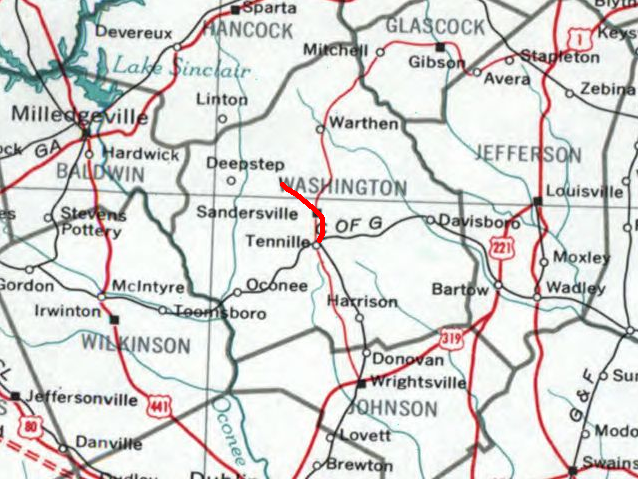
Streckenkarte

Die Sandersville Railroad (AAR reporting mark: SAN) ist eine Local Railroad-Eisenbahngesellschaft im US-Bundesstaat Georgia im Washington County. Die Gesellschaft betreibt eine 12 Kilometer lange Strecke von Tennille über Sandersville nach Kaolin. Sitz des Unternehmens ist Sandersville.

## Geschichte
Die Gesellschaft wurde am 18. September 1893 gegründet. Die Eigentümer, Geschäftsleute aus Sandersville, versuchten damit das Monopol der Augusta Southern Railroad beim Anschluss der Stadt ans Schienennetz zu brechen. Unterstützt wurde die Gesellschaft durch die Central of Georgia Railroad (CofG), da diese damit auch die Stadt erreichte. In Tennille wurde die Verbindung zum Netz der CofG (heute Norfolk Southern Railway) hergestellt. Die Sandersville Railroad war im Besitz der Strecke und der Bauten und mietete das benötigte Rollmaterial von der Central of Georgia.
1916 erwarb Ben Tarbutton die Gesellschaft. Die Sandersville Railroad befindet sich auch heute noch im Besitz der Familie Tarbutton. 1938 suchte die Champion Paper and Fiber Co. eine neue Produktionsstätte für ihre Kaolin-Produktion. Die Wahl fiel auf Sandersville. In den folgenden Jahren ließen sich weitere Kaolin-Unternehmen in Sandersville nieder. 1957 verlängerte die Sandersville Railroad die Strecke bis nach Kaolin, um ein neu errichtetes Werk von Georgia Kaolin (heute Imerys Pigments and Additives) ans Bahnnetz anzuschließen.
Wichtigstes Transportgut ist Kaolin. Daneben werden hauptsächlich Holzprodukte transportiert. Über das Tochterunternehmen Sandersville Leasing, Inc. werden Güterwagen vermietet. Um die Geschäftsbasis auf eine breitere Basis zu stellen, besitzt das Unternehmen auch mehrere Industrie- und Gewerbegebiete in der Umgebung von Sandersville.

## Fahrzeugpark
Der Fahrzeugpark besteht aus vier EMD SW1500 einer EMD SW1200 sowie zwei Slugs.